# Cerro Huila Jakke
Cerro Huila Jakke är ett berg i Bolivia.   Det ligger i departementet Cochabamba, i den centrala delen av landet, 230 km nordväst om huvudstaden Sucre. Toppen på Cerro Huila Jakke är 4 079 meter över havet, eller 6 meter över den omgivande terrängen. Bredden vid basen är 0,09 km.
Terrängen runt Cerro Huila Jakke är kuperad åt sydost, men åt nordväst är den bergig. Runt Cerro Huila Jakke är det glesbefolkat, med 20 invånare per kvadratkilometer..
Omgivningarna runt Cerro Huila Jakke är i huvudsak ett öppet busklandskap.